# Actio Publiciana
L'Actio Publiciana è un istituto del diritto romano, era un'actio utilis ficticia in rem concessa dal pretore Q. Publicio nel 67 a.C. a tutela della posizione di quanti, possessori di buona fede (nella condizione quindi dello in bonis habere) e cum iusta causa, venissero spogliati del possesso da terzi prima che fossero decorsi i termini per l'usucapione.
Il giudice era invitato a deliberare come se i termini dell'usucapione fossero già scaduti e l'attore fosse già proprietario. Si dava il caso che per il possesso della cosa sorgesse un conflitto tra proprietario civile e proprietario ad usucapionem. All'Actio Publiciana il proprietario quiritario avrebbe infatti eccepito l'exceptio iusti dominii, nel caso di un possessore ad usucapionem il cui possesso fosse stato trasmesso a non domino.
Nel caso in cui, invece, proprietario e venditore coincidessero, la rivendica del proprietario sarebbe stata considerata fraudolenta e respinta dalla replicatio doli dell'acquirente.  Nella circostanza in cui il dominus-venditore rivendicasse personalmente la cosa (magari dopo una semplice traditio di res mancipi, che quindi non aveva fatto passare la proprietà e solo il possesso), il compratore avrebbe eccepito l'exceptio rei venditae ac traditae sì da venire assolto.
Costituisce un'azione fictitia (cioè una finzione giuridica) e si usa quando l'in bonis habere (possessore di buona fede) non ha più il possesso della cosa e deve riacquistarlo, allora il pretore dà istruzione al giudice di giudicare come se fosse già trascorso il tempo dell'usucapione. Il proprietario quindi eserciterà la rivendica contro il terzo possessore ma poi, con l'Actio Publiciana, l'in bonis habere si riprende il bene.